# Valdemar IV (roi de Danemark)
Pour les articles homonymes, voir Valdemar IV et Valdemar.
 (février 2019).
Si vous disposez d'ouvrages ou d'articles de référence ou si vous connaissez des sites web de qualité traitant du thème abordé ici, merci de compléter l'article en donnant les références utiles à sa vérifiabilité et en les liant à la section « Notes et références ».
Valdemar IV (en danois : Valdemar Atterdag), né vers 1320 et décédé le 24 octobre 1375, est roi de Danemark de 1340 à 1375.

## Biographie
Valdemar, né vers 1320, était le troisième fils d'Euphémie de Poméranie et du roi Christophe II de Danemark (fils d'Éric V et d'Agnès de Brandebourg). Depuis la bataille de Taphede dans le diocèse de Vibourg où le 7 octobre 1334, une armée menée par son frère aîné Othon, le second fils de Christophe II, avait été battue par les forces du comte Gérard III de Holstein, le prince Valdemar vivait en exil chez son beau-frère le margrave Louis de Brandebourg.
Après l'assassinat de l'« administrateur du royaume », Gérard III de Holstein et à la suite d'un accord négocié à Spandau en avril 1340 et le 19/21 mai de la même année à Lübeck avec les ducs de Holstein et son homonyme et ancien roi, le duc Valdermar V de Schleswig, Valdemar est finalement élu roi de Danemark sous le nom de « Valdemar IV ». Son frère Othon libéré en 1341 renonce définitivement à ses droits au trône en 1347 et entre dans l'ordre Teutonique.
Malgré les marchandages initiaux de son règne, Valdemar IV mérite bien son surnom Atterdag (littéralement, « nouveau jour ») car il reconquit militairement ou racheta tous les territoires aliénés pendant les règnes précédents. Il renonce momentanément à la Scanie mais rachète les domaines engagés au Jutland et en Sjaelland, il récupère la Fionie. Après avoir fait la paix provisoirement avec les ducs de Holstein en 1360, il reprend à la Suède la Scanie, le Halland et le Blekinge et il annexe même en 1361 les deux îles suédoises d'Öland et de Gotland d'où le titre de « roi de Goths » toujours porté par ses successeurs. Après la mort de son fils et héritier le prince Christophe, le roi prépare l'union dano-norvégienne en mariant en 1363 sa fille cadette Marguerite avec le roi Håkon VI de Norvège.
À partir de 1362, le roi voit se dresser contre lui une ligue de 77 villes allemandes soutenues par le duc de Mecklembourg et Henri II de Holstein. Copenhague est prise et pillée par une flotte de la Ligue Hanséatique commandée par le comte de Holstein en 1368, les marches de Scanie sont occupées et Henri II de Holstein conquiert presque toutes les places du Jutland. Lors de la paix de Stralsund le 24 mai 1370, le roi de Danemark doit accepter d'ouvrir totalement ses domaines à la Hanse et d'autoriser l'établissement de Vogt allemands dans ses ports mais il obtient de conserver l'île de Gotland.
Pour se procurer des ressources financières lors de ses combats, le roi Valdemar avait dû céder dès juin/août 1346 pour 19 000 livres d'argent à l'ordre Teutonique de Livonie la province d'Estonie. En 1375, lors de la mort de Henri de Schleswig, dernier représentant de la lignée d'Abel de Danemark, il réussit à s'emparer de la plus grande partie du duché de Schleswig malgré les revendications du Holstein. Valdemar IV meurt le 24 octobre 1375. Il est inhumé dans l'abbaye de Sorø.

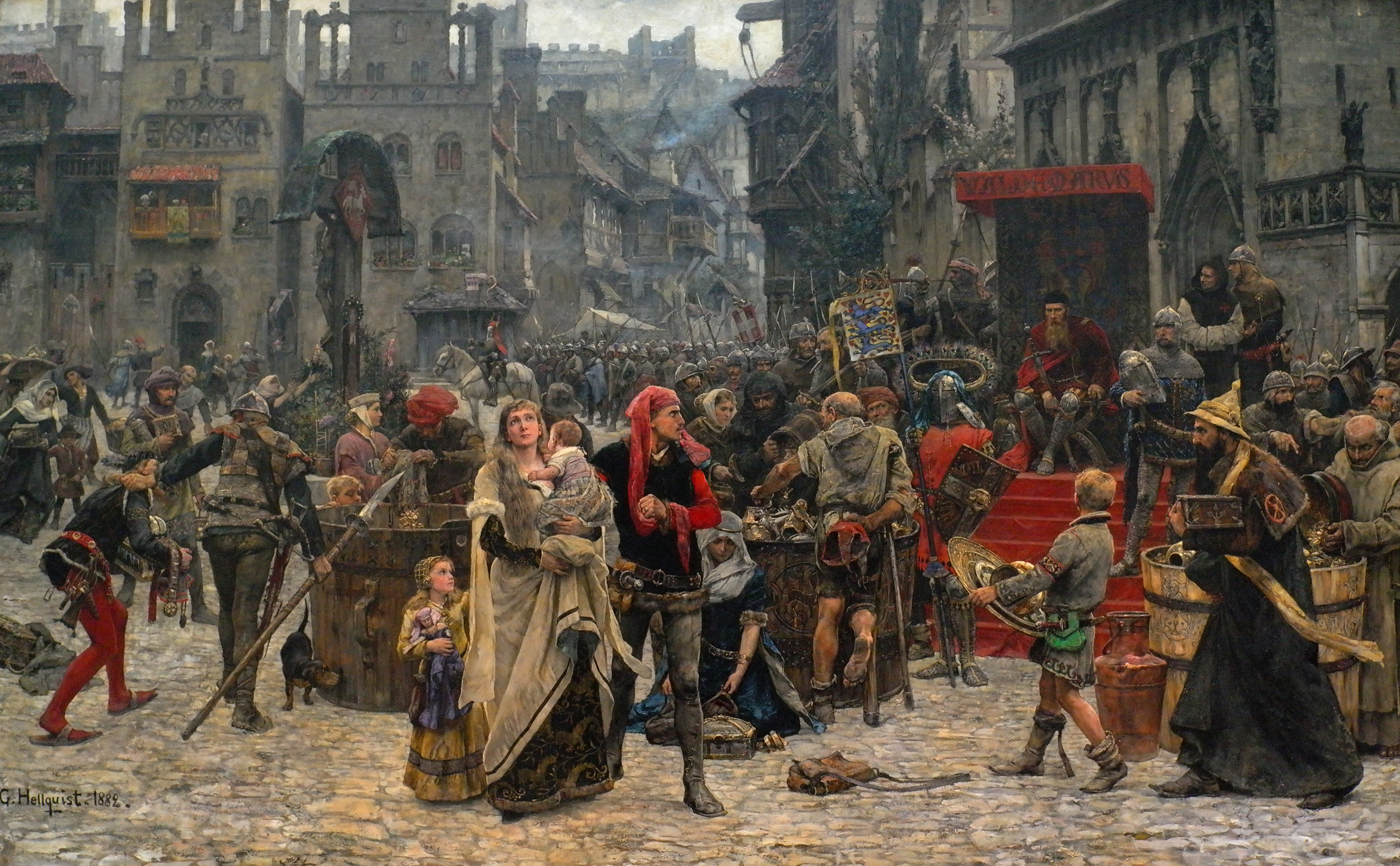
Valdemar IV de Danemark rançonne Visby, 1361 (tableau de Carl Gustaf Hellqvist, 1882).

## Union et postérité
Il avait épousé le 4 juin 1340 Hedwige de Schleswig, sœur du duc Valdemar V de Schleswig, morte en 1374, dont il eut six enfants :
- Christophe de Danemark (né vers 1341/44, mort le 11 juin 1363), duc de Lolland en 1359 ;
- Marguerite (1345-1350) ;
- Ingeborg (née en 1347, morte le 16 juin 1370), épouse de Henri III de Mecklembourg-Schwerin (fils d'Albert II de Mecklembourg et d'Euphémie de Suède fille d'Erik Magnusson ; frère aîné du roi de Suède Albert de Mecklembourg) : parents d'Albert IV de Mecklembourg ; par leur fille Marie de Mecklembourg, sœur d'Albert IV et femme de Warcisław VII de Poméranie : grands-parents d'Éric de Poméranie et arrière-grands-parents de Christophe III de Bavière (à la mort de ce dernier en 1448, la couronne passe à un descendant de Richza de Danemark, sœur de Christophe II et tante de Valdemar IV : Christian Ier) ;
- Catherine (1349, morte jeune) ;
- Valdemar (1350, mort jeune) ;
- Marguerite Ire de Danemark (née en 1353, morte le 28 octobre 1412), épouse de Håkon VI de Norvège : parents d'Oluf II/Olav IV.

## Armoiries
Selon l'Armorial de Gelre (Folio 55v, Waldemar IV, Roi de Danemark), son blason prenait la forme suivante :
| Figure | Blasonnement |
|        | D'or, semé de cœurs de gueules, à trois léopards d'azur, armés et couronnés d'or, lampassés de gueules. Cimier : Deux cornes de bœuf d'hermines, garnies chacune, de deux boules de gueules à plumail de paon, l'écu adextré d'une bannière de gueules, à la croix d'argent[1], avec une capeline d'hermine. |